# Devdas (film, 1955)
Pour les articles homonymes, voir Devdas (homonymie).
Pour plus de détails, voir Fiche technique et Distribution.
Devdas est un film indien réalisé par Bimal Roy en 1955. Il s'agit d'une des nombreuses adaptations cinématographiques du roman indien éponyme de Sarat Chandra Chatterjee (1917). Ce film est considéré comme un des chefs-d'œuvre de Bimal Roy et une des meilleures adaptations du roman.

## Fiche technique
- Titre : Devdas
- Réalisation : Bimal Roy
- Date de sortie : 1955
- Pays :  Inde
- Format : noir et blanc
- Genre : comédie musicale dramatique
- Durée : 159 minutes

## Distribution
- Dilip Kumar : Devdas
- Vyjayanthimala : Chandramukhi
- Motilal : Chunilal
- Suchitra Sen : Paro
- Nasir Hussain : Dharamdas
- Murad (en) : père de Devdas
- Kanhaiyalal : le professeur
- Moni Chatterjee
- Iftekhar : Bhijudas
- Shivraj : Nilkant
- Nana Palsikar : le chanteur des rues